# Franz Josef Röll
Franz Josef Röll (* 1949) ist ein deutscher Soziologe und emeritierter Professor für Neue Medien und Medienpädagogik an der Hochschule Darmstadt.

## Leben und Wirken
Nach einer kaufmännischen Lehre arbeitete Röll als Buchhalter bei einer Steuerberatungsgesellschaft. Die Zulassung zum Studium erreichte er auf dem 2. Bildungsweg. Anschließend erlangte er sein Diplom im Bereich Soziologie sowie der außerschulischen Pädagogik und Erwachsenenbildung an der Goethe-Universität in Frankfurt. Röll engagierte sich über mehrere Jahre hinweg ehrenamtlich im Jugendverbandsbereich. Drei Jahre arbeitete er als Jugendbildungsreferent bei der DLRG-Jugend Hessen, zudem war er 16 Jahre als Bildungsreferent beim Institut für Medienpädagogik und Kommunikation in Frankfurt tätig.
1984 begleitete Röll die Gründung der heutigen Gesellschaft für Medienpädagogik und Kommunikationskultur (GMK). An der Universität Bielefeld schloss er seine Promotion, betreut von Dieter Baacke, zum Thema Mythen und Symbole in populären Medien ab. Ab 1. September 1999 besetzte er eine Professur an der Universität Darmstadt im Fachbereich Gesellschaftswissenschaften und Soziale Arbeit mit dem Schwerpunkt Neue Medien und Medienpädagogik. An der Hochschule Darmstadt übernahm er den Vorsitz des Wirtschaftsausschusses (2000) und später den des Alumniausschusses (2009). Weiterhin war er Mitglied des Budgetausschusses (2000) und des IT-Lenkungskreises (2010). Außerhalb seiner Tätigkeiten an der Hochschule Darmstadt übernahm er für die Zeitschrift „merz. medien + erziehung“ Tätigkeiten als Gutachter.
In seinen weiteren Berufsjahren setzte Röll sich intensiv mit der Wirkung von Kommunikationstechnologien und Medien auf Denken, Wahrnehmen und Handeln auseinander und findet für diese, Übertragungen auf handlungsorientierte Modelle im Bereich der Jugendarbeit. Seine besondere Aufmerksamkeit richtet er auf die Chancen der Neuen Medien für das Lernen des Lernens. Ein wichtiges Wirkungsfeld von Röll ist die Auseinandersetzung mit Lerntypen. Hierfür übernahm er die wissenschaftliche Beratung zur Entwicklung von Lernstiltests und einer Lernberatung im Rahmen des Projekts "Lerno – der Lernwegweiser im Internet". Zudem beschäftigen ihn die Möglichkeiten der bewussten Decodierung von Subtexten, die über Populärmedien unbewusst verbreitet werden können.
Neben seiner beruflichen Tätigkeit organisiert Röll jährlich Studienreisen. So bereiste er Länder, wie Myanmar, Nepal, die Volksrepublik China, Australien, Ostafrika, Georgien, Armenien und Malta. Dabei begibt er sich häufig auf Wege abseits der bekannten touristischen Zentren. Seine Eindrücke verarbeitet er zusammen mit Hildegard Wolf in künstlerischen Multivisionsschauen. Für die audiovisuelle Produktionen erhält er Einladungen zu Internationalen Multivisionsfestivals, u. a. nach Graz (Österreich), Hannover, München, Nürnberg, Rieti (Italien).

## Veröffentlichungen (Auswahl)
- Lernen in medialen Bildungsräumen. Zum Spannungsverhältnis von formaler Bildung und informeller (Medien-)bildung. In: Lernende Schule 64/2013, S. 4–6
- Social Network Sites. In: Kai-Uwe Hugger (Hrsg.): Digitale Jugendkulturen. 2. Auflage. Wiesbaden 2013, S. 265–282
- Kinder und Jugendliche im Spannungsfeld zwischen realen und virtuellen Lebenswelten. In: Kristin Westphal; Benjamin Jörissen (Hrsg.). Weinheim und Basel 2013, S. 49–48
- Medienpädagogik als Wahrnehmung. In: Anja Hartung; Achim Lauber; Wolfgang Reissmann (Hrsg.): Das handelnde Subjekt und die Medienpädagogik. München 2013, S. 295–302
- Fernsehen. In: Ulrich Deinet; Benedikt Sturzenhecker (Hrsg.): Handbuch Offene Jugendarbeit, 4. überarbeitete und aktualisierte Auflage. Wiesbaden 2013, S. 201–203.
- Medien – die heimlichen Erzieher? Was Eltern im Umgang mit den Medien beachten sollen. In: Anna-Maria Kamin; Dorothee M. Meister; Dietmar Schulte (Hrsg.): Kinder – Eltern – Medien. Medienpädagogische Anregungen für den Erziehungsalltag. München 2013, S. 15–26
- Fachkräfte als Zielgruppe / Aus- und Weiterbildung von pädagogischen Fachkräften. In: Bundesministerium für Familie, Senioren, Frauen und Jugend (Hrsg.: Medienkompetenzförderung für Kinder und Jugendliche. Eine Bestandsaufnahme. Berlin 2013, S. 84–94)